# مؤسسة الوليد بن طلال الخيرية
مؤسسة الوليد بن طلال الخيرية والإنسانية هي مؤسسة تم إنشاؤها أساساً بغية إضفاء الطابع الرسمي على العاطفة الخيرية للأمير الوليد بن طلال. في العام 1996م أُنشئت مؤسسة المملكة بهدف تنسيق النشاطات الخيرية السعودية التي كانت تتواصل في الخارج منذ العام 1980م، وفي العام 2009م اعتُمدت لها التسمية الجديدة: مؤسسة الأمير الوليد بن طلال الخيرية.
تنطوي تحت تسمية المؤسسات ثلاث مؤسسات وعدد من المنظمات الخيرية المخصَّصة لدعم المشاريع الإنسانية في المملكة العربية السعودية وفي لبنان وجميع أنحاء العالم. تصنَّف البرامج والمشاريع التي تدعمها المؤسسات تحت أربعة مجالات تركيز هي: الحوار بين الأديان، والتفاهم وتنمية المجتمع، والتعافي من الكوارث، وتمكين المرأة. وبالإضافة إلى البرامج الواقعة في إطار هذه الفئات، تقوم المؤسسات بدعم العديد من المشاريع الخاصة على أساس احتياجات المجتمع.
تعمل المؤسسة ضمن مبدأها التوجيهي: التزام بلا حدود، وتطبّق أفضل الممارسات العالمية في عمليات تخصيص المنح ودعم المشاريع. وفي حين أن مؤسسات الأمير الوليد بن طلال الخيرية والإنسانية حريصة دائماً على دعم القضايا الإنسانية، فإن الحاجة إلى انتقاء المشاريع المناسبة وتمويلها يعني ضرورة وضع إستراتيجية محدّدة لتخصيص موارد المؤسسات تحت أربعة مجالات تركيز واسعة النطاق.

## مجالات التركيز

### تنمية المجتمع
بينما يواصل العالم سعيه نحو النهوض الحضاري، يبقى البؤس الإنساني الناجم عن سوء التغذية والفقر والتخلف، وصمة عار على الضمير الإنساني الجماعي، خصوصاً أنه لا يزال هناك الملايين من الناس فقراء وجوعى، والآلاف من المجتمعات محرومة من المدارس لتعليم أبنائها، وهي تعاني من سوء بالغ في تجهيزات الصرف الصحي ونقص فادح في البنية التحتية الخدماتية. كذلك لا يزال الملايين من أبناء البشرية يعانون سوء الحالة الصحية لأنهم يعجزون عن الحصول على مياه نظيفة صحية وصالحة للشرب.
تؤمن مؤسسة الوليد بن طلال الخيرية بأن «التقاسم والعطاء» هما من الواجبات المفروضة على البشر لوجه الله سبحانه، وأن على كل فرد بذل ما يسعه من الجهد للتخفيف من حدة الفقر والبؤس لدى بني البشر، وتدرك أن مجال التركيز الخاص بتطوير المجتمع يقوم على أسس من هذه القيم؛ لذا فهي تعمل بعناية على تمويل برامج هدفها الأساسي تخفيف حدة الفقر والبؤس البشريين في المجتمعات الأكثر حرماناً في العالم.

### التعافي من الكوارث
عندما تقع الكوارث الطبيعية فالأقل حظاً هم الذين يعانون أكثر من غيرهم. في أعقاب الزلازل وموجات التسونامي والفيضانات الموسمية والأعاصير والانهيارات الأرضية الهائلة، يصبح الفقراء أكثر فقراً، وتحتاج المجتمعات المحلية في المناطق المنكوبة إلى جهود استثنائية ونضالات طويلة لكي تعود الحياة عندها إلى مجاريها وطبيعتها. وعلى الرغم من أن الأجهزة الحكومية المحلية تبذل الجهد لدعم المجتمعات المتضررة، فإن النقص يحصل دائماً هناك، سواء على مستوى توفير الغذاء أو تدبير السكن والتزويد بالأدوية والملابس وما إلى ذلك من احتياجات حيوية لا غنى عنها.
مؤسسة الوليد بن طلال تلتزم دائماً بمساعدة المجتمعات المنكوبة ليقف ناسها مجدداً على أقدامهم، وفي أسرع وقت ممكن. وفي مجال التركيز على التعافي من الكوارث، تسعى المؤسسة لتكون طلائع الأيادي الخيرية التي تنجح في الوصول إلى مناطق الكوارث، وتوفير المساعدات المادية على أساس الأولوية وتوزيع المعونات على الضحايا.

### الحوار والتفاهم بين الأديان
في السنوات الأولى المضطربة من القرن الحادي والعشرين، بدا أن العالم يتجه نحو مواجهة خطيرة على مستوى العقائد. أول أسباب هذه المشكلة كان سوء الفهم المتبادل بين أطرافها، وانعدام الثقة بين أتباع الأديان والثقافات المختلفة. ووسط التكهنات والمخاوف من حدوث صدام بين الحضارات، ظهرت حاجة ماسّة إلى أصوات أكثر هدوءاً وتعقلاً.
وباعتبار الأمير الوليد بن طلال رئيس مجلس إدارة المؤسسة، شخصاً يفهم جيداً حقيقة المملكة العربية السعودية والشرق الأوسط والعالم الإسلامي، كما يفهم الثقافة الغربية ومخاوف أهلها، فقد تصدّى لمهمة جليلة اختطّها لنفسه، ومؤداها إعادة بناء الثقة والتفاهم العالميين وتعزيز جسور التفاهم المتداعية بين الحضارات. في إطار مجالات التركيز الخاص بالحوار والتفاهم بين الأديان، تعمل مؤسسة الأمير الوليد بن طلال الخيرية باهتمام مع المراكز الرائدة في التعليم على مستوى العالم، وتقوم بدعم البرامج الأخرى التي تعزز التفاهم الثقافي العالمي.

### تمكين المرأة
لا تزال المساواة بين الجنسين قضية رئيسية في أنحاء كثيرة من العالم، وهناك الكثيرات من النساء يعانين القهر بمختلف الأنواع.
من المُسلّم به أن المساواة بين الجنسين في جميع أنحاء العالم هي مؤشر إيجابي أساسي من مؤشرات التنمية البشرية. وسواء نظرنا إلى المسألة من وجهة النظر الاجتماعية والاقتصادية، أو من منظور حقوق الإنسان، فالواقع أنه لا يوجد مجتمع يستطيع القول إنه مستنير وتقدمي، ما لم يقم بإعطاء المرأة الحق الكامل في التعليم والعمالة وحرية الفكر.
مؤسسة الوليد بن طلال الخيرية تؤمن إيماناً راسخاً بتمكين المرأة، ويحرص على دعم البرامج التي تدعم تعليم المرأة وتوفير سُبل العمالة أمامها. إن مجال التركيز المتعلق بتمكين النساء يسعى إلى تحقيق المساواة بين الجنسين.

## المشاريع والبرامج أخرى
لدى المؤسسات أربعة مجالات تركيز هي: الحوار بين الأديان، التفاهم وتنمية المجتمع، التعافي من الكوارث وتمكين المرأة. تعمل هذه المجالات كمبادئ توجيهية إستراتيجية لعمل الخير. ومع ذلك، فليس لها تأثير تقييدي على عمل المؤسسات التي تشارك في العديد من المبادرات الاجتماعية والبرامج الأخرى؛ ومن هنا فإن المؤسسات في كلٍ من المملكة العربية السعودية ولبنان تركز، بالإضافة إلى أنشطتها الأساسية، على المشاريع والبرامج الخاصة التي تشمل الرعاية الصحية والتعليم ومشاريع التعاون الوطني والاجتماعي. ويشمل عملها أيضاً حملات منظمة على العنف ضد النساء وعلى تعاطي المخدرات والكحول، ويصل نطاق جهودها حتى إلى التدخلات الاجتماعية ذات المغزى في المملكة العربية السعودية.